# Santa Cruz (Zambales)
Santa Cruz es un municipio filipino de primera clase, perteneciente a la provincia de Zambales, en la región de Luzón Central.

## Historia
El pueblo se fundó en 1609. Hacia mediados del siglo XIX, el lugar, ya por entonces perteneciente a la provincia de Zambales, tenía contabilizada una población de 5260 habitantes, repartidos en 862 casas. Aparece descrito en el primer volumen del Diccionario geográfico, estadístico, histórico de las Islas Filipinas (1850) de Manuel Buzeta Núñez y Felipe Bravo con las siguientes palabras:

CRUZ (Santa): pueblo con cura y gobernadorcillo, en la isla de Luzon, prov. de Zambales, dióc. del arz. de Manila: se halla sit. en los 123° 33' 30" long., 16° 44' 30" lat., en la costa O. de la prov., de difícil arribada por su bajo fondo en esta parte; en terreno desigual, bien defendido de los vendavales, y su clima es templado y saludable. Fué fundado en el año 1609, y en el dia tiene como unas 877 casas, en general de sencilla construccion, distinguiéndose entre ellas la casa parroquial y la llamada tribunal ó de comunidad; hay escuela de primeras letras dotada de los fondos del comun, á la que concurren varios alumnos; é igl. parr. de buena fábrica servida por un clérigo del pais. Próximo á esta se halla el cementerio, que es bastante capaz y ventilado. Comunícase este pueblo con sus limitrofes por medio de caminos regulares, y recibe de la cabecera de la prov. el correo semanal establecido en la isla. term.: confina por E. con los montes que forman el límite oriental de la isla; por S. con el de Bani, del que lo separa el monte Lanad; por O. con el mar, y por N. con el de Donzol. En sus montes se crian hermosas maderas de construccion y ebanistería, y muchas clases de palmas, que dan escelentes frutos; caza mayor, como búfalos, javalíes y venados, y menor, como gallos, tórtolas, etc.: hállase tambien mucha miel que depositan las abejas en los huecos de los troncos de los árboles y de las canteras. En el terreno reducido á cultivo las prod. principales son maiz, arroz, caña dulce, algodon abacá, añil, cocos y mangas. La ind. consiste en el beneficio de los prod. naturales, la fabricacion de algunas telas y la pesca. El comercio se reduce á la estraccion del sobrante de sus artículos naturales y fabriles, ý a la importacion de otros que se adquieren en el mercado de Manila. pobl. 5,260 alm., 963 ½ trib., que ascienden á 9,635 rs. plata, equivalentes á 27,087 ½ rs. vn.
(Buzeta y Bravo, 1850, pp. 561-562)

En 2020, tenía censados 63 839 habitantes.